# Dorney Reach
Dorney Reach är en ort i Storbritannien.   Den ligger i kommunen Buckinghamshire och riksdelen England, i den södra delen av landet, 40 km väster om huvudstaden London. Dorney Reach ligger 24 meter över havet och antalet invånare är 442.
Terrängen runt Dorney Reach är huvudsakligen platt. Dorney Reach ligger nere i en dal. Runt Dorney Reach är det tätbefolkat, med 849 invånare per kvadratkilometer. Närmaste större samhälle är Maidenhead, 3,2 km nordväst om Dorney Reach. Trakten runt Dorney Reach består till största delen av jordbruksmark.